# Lucas Gallon
Lucas Gallon é guitarrista e compositor das bandas Os Planadores, Prime Faces e Red Train, atuando no cenário musical desde o ano de 2005.

## História
Lucas iniciou seus estudos musicais no ano de 2001, estudando primeiramente teclado, e posteriormente se envolvendo com violões e guitarras, sua maior influência em sua adolescência foi de Slash guitarrista do Guns N' Roses.
No ano de 2008 fundou a banda Os Planadores, participando de diversos festivais, programas de TV, e lançando vários singles e compactos. No ano de 2012 início o projeto de estúdio Prime Faces, juntamente com Daniel Gheno na bateria, lançando um compacto em 2013 e outro em 2015. Ainda no ano de 2012, fundou a banda Red Train, com a qual participou de diversos eventos e festivais, tendo conquistado o primeiro lugar no Festival Medi In Rock IV no ano de 2013 com sua música própria.

## Discografia

### Demos
- Sorvete - Os Planadores (2008)
- Sem Vida - Os Planadores (2009)

### EPS
- Últimos dias - The New Rock (2007)
- Live At Studio - Os Planadores (2010)
- Memórias Passadas - Os Planadores (2012)
- Breaking All The Rules - Prime Faces (2012)
- Lost - Red Train (2017)

### CDS
- Horizons - Prime Faces (2015)
- Arizona - Prime Faces (2016)

### Coletâneas
- Peregrinos - Os Planadores (Guaporock, 2014)
- Even Flying - Red Train (Guaporock II, 2015)

### Singles
- Não Se Envolva - Os Planadores (2009)
- Burocráticos - Os Planadores (2010)
- Heartbeat - Red Train (2012)
- Ao Menos Tentar - Os Planadores (2013)
- Runaway - Prime Faces (2015)
- Even Flying - Red Train (2015)
- Each New Place - Red Train (2016)
- Let It Go - Prime Faces (2016)